# シロオニタケ
シロオニタケ（白鬼茸、学名: Amanita virgineoides）は、テングタケ科テングタケ属に分類される中型から大型のキノコの一種である。全体が白く、角錐状のイボに覆われている。柄の基部は棍棒状に膨らむ。食毒不明とされていたが、有毒の可能性があるとみられている。

## 名称
和名「シロオニタケ」の由来は、キノコの色が白く、柄の基部が膨らんでいるので、鬼のもつ棍棒に見立てたことから名付けられている。オニゴロシ（秋田県）、オニタケ、シロトックリ、シロイボタケ（埼玉県）などの地方名がある。

## 分布
日本各地および中国、韓国、台湾に分布する。京都府産の乾燥標本をタイプとして、テングタケ属分類学の権威の一人であるオランダのバス（Cornelis Bas）によって新種記載がなされたものである。独特な形態と相まって、希少種になりつつあるといわれている。

## 生態
菌根菌（菌根性）。夏から秋にかけて、おもに広葉樹林のブナ科（シイ・カシ類・ブナ・コナラ・クリ・マテバシイなど）、あるいはマツ科（アカマツ・クロマツ・モミ・ヒマラヤスギなど）針葉樹林、あるいは混生した雑木林の林床に単生する。有機物が豊富な地上に発生する確率が高いと言われている。肉質が弾力に富むため、比較的長い期間、子実体が維持される。
分類学的位置からして、おそらくは樹木の細根との間で外生菌根を形成するものと考えられているが、生態についてはまだ不明な点が多い。

## 形態
子実体は傘と柄からなるテングタケ型で、全体が白色。傘は径5 - 20センチメートル (cm) 、大きなものでは30 cmになる場合もある。はじめ半球形からまんじゅう形、生長すると開いて丸形かほとんど平らになり中央がわずかに窪む。傘表面は白色、淡灰色または淡黄褐色で、微粉に覆われ、角錐状に尖ったイボ状突起（ツボの破片）を密布する。小型の時ほど傘表面のイボ状突起がよく目立つ。この突起は脱落しやすく、激しい降雨に叩かれたりした場合にはほとんど落ち、かさの表面はほとんど平滑になる。粘性はなく、表面に細かな粉が付着している。縁に条線は無く、しばしば開いた傘の縁にツバの破片をぶら下げていることがある。傘下面のヒダは白色から淡いクリーム色で、縁は粉状に縁取られ、やや密に配列して柄に離生する。
肉は、かたく締まっており、もろくて壊れやすく、白色で傷つけても変色することなく、味やにおいは温和で刺激を感じないが、乾いてくると独特の強い不快臭を発する。
柄は中実で、長さ10 - 22 cmになり、太さ2 - 3 cm程度、下方に向かって大きく膨れ径4　-　4.5 cm、全体としてはこん棒状からボーリングのピン状をなす。根元はしばしば根状をなす。柄の表面は白色またはやや褐色を帯び、輪状に並んだ綿質の細かい鱗片（ツボの破片）に密に被われる。特に下部の膨らみでは、傘と同様の白色で脱落しやすいイボ（外被膜の破片）が多数環状に付着している。柄の上方には、大形で粉質から膜質の不完全なツバ（内被膜）を備え、上面は多少条線があり、下面は錐状のイボがついている。しかし、ツバは傘の展開に伴って破れて脱落することが多く、幼いものを除いて普通は柄にほとんど残らない。
担子胞子は8 - 10.5 × 6 - 7.5マイクロメートル (μm) の広楕円形から類球形で無色・平滑、アミロイド性でヨウ素を含む試薬で青灰色に染まる。ヒダの縁およびつばの上面には、11 - 20 μmの卵状・逆フラスコ状・こん棒状などを呈する多数の無性細胞が密生している。傘の表面に散在する円錐状のイボは、ほぼ球形で多少厚い壁を備えた細胞群で構成され、少数の細い菌糸を混在している。傘の表皮は絡み合いつつ匍匐した菌糸からなり、個々の菌糸はしばしばかすがい連結を備えている。

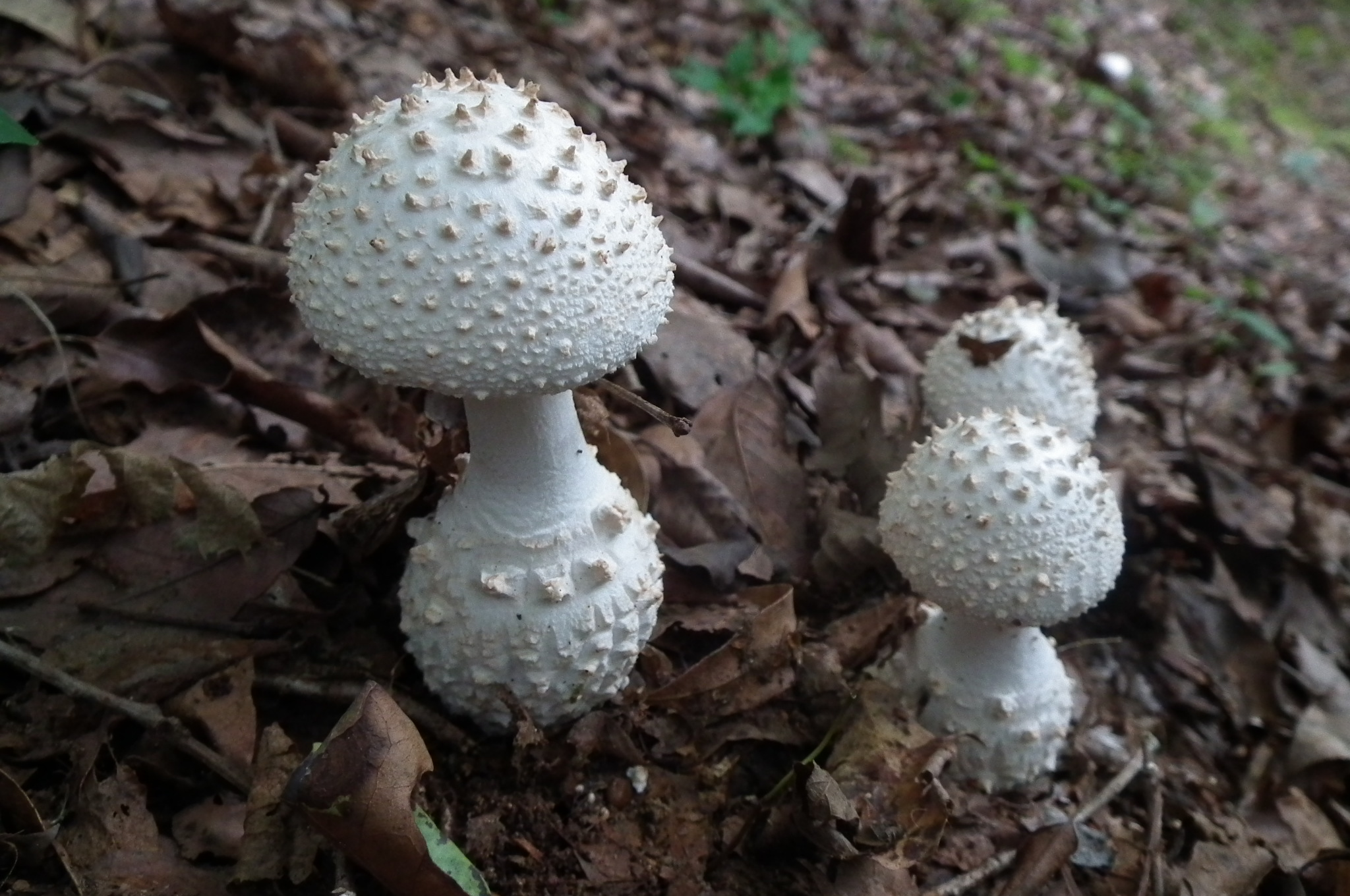
複数の子実体がかたまって見出されることが多い。
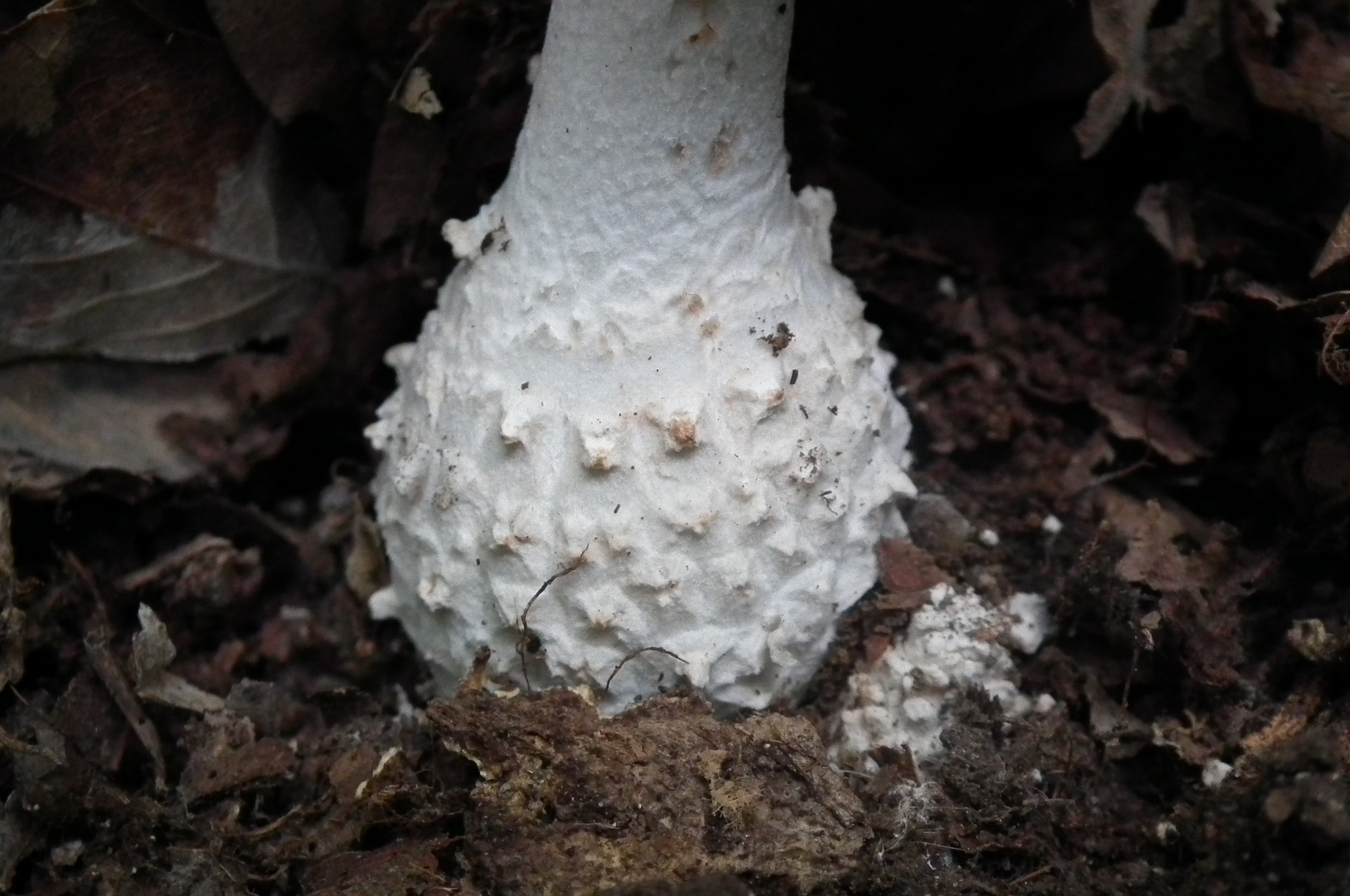
こん棒状に膨らむ柄の基部
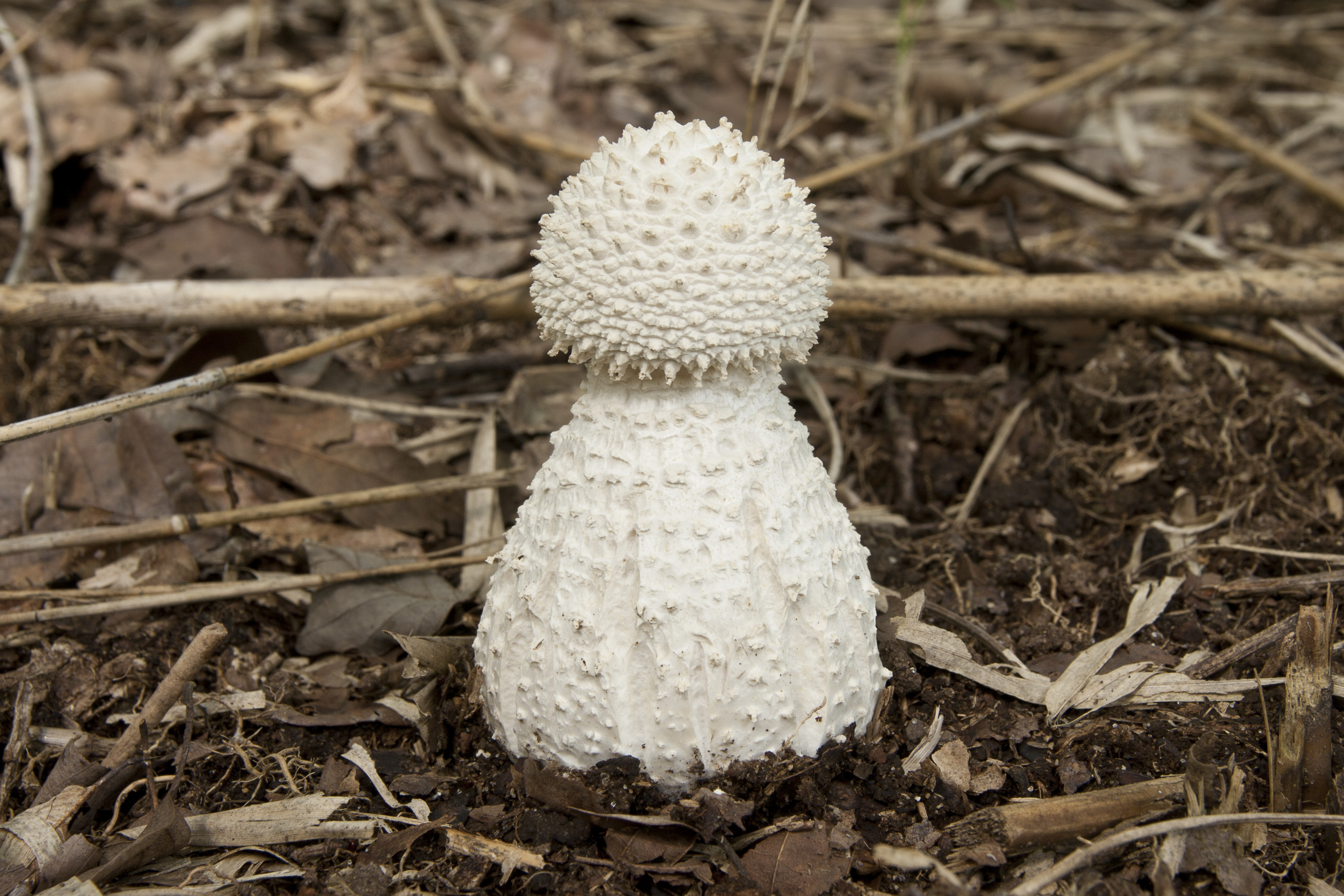
幼菌
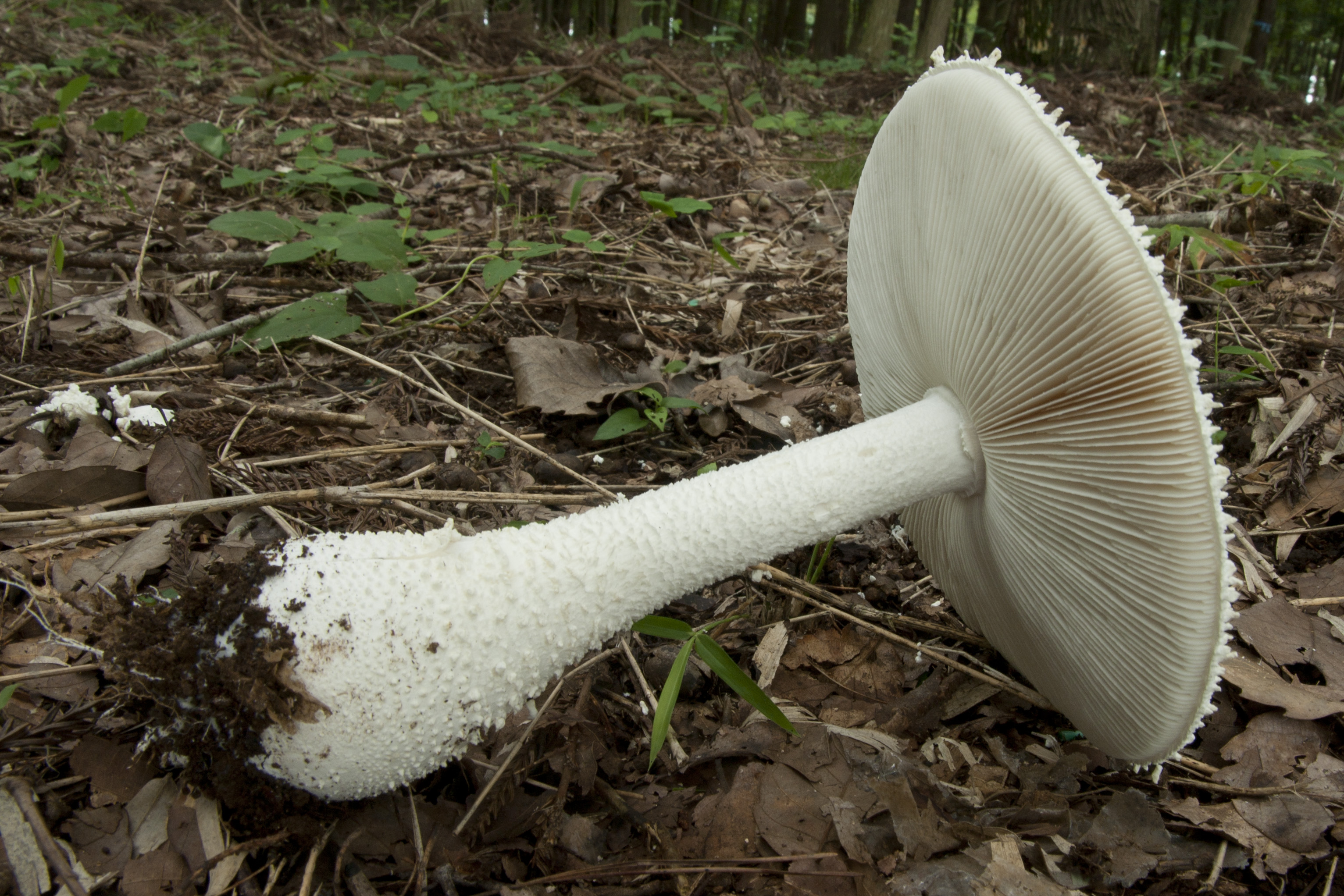
柄
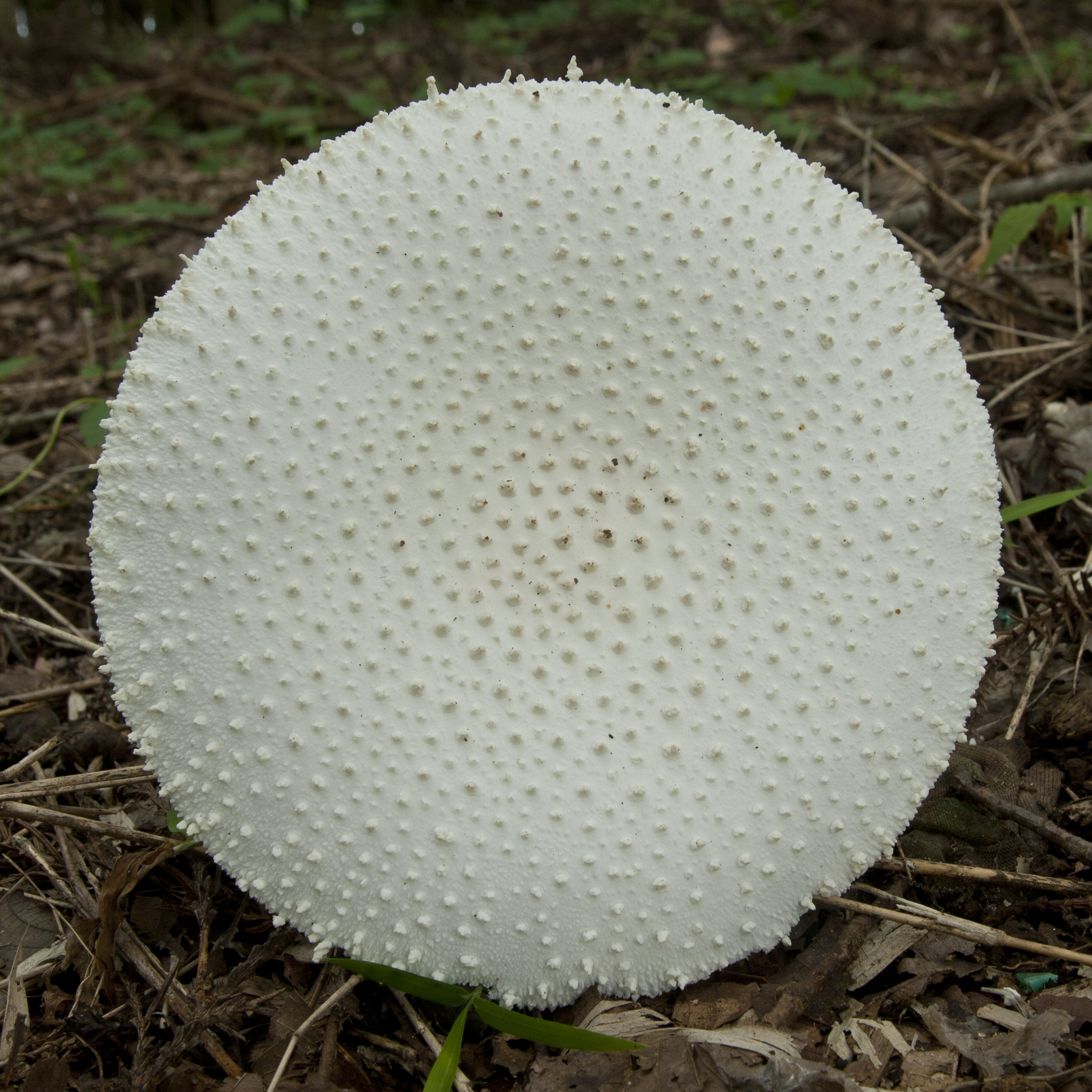
平らに開いた傘表面
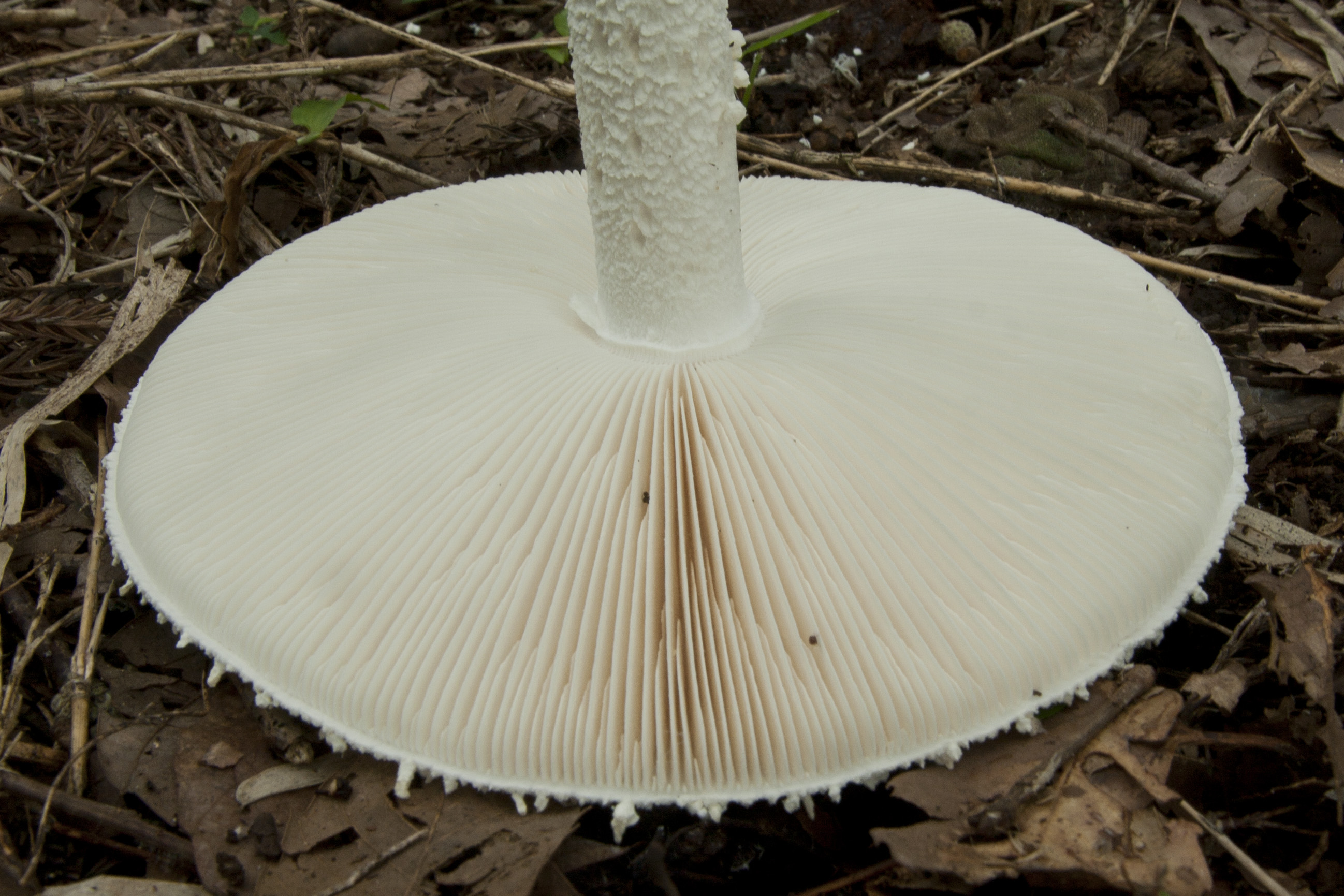
ひだ

## 食・毒性
かつては食毒不明種として紹介されていたが、近縁種のタマシロオニタケからは機器分析によって有毒成分が検出されていることから、現在は有毒な可能性があるものとして扱われている。ただし、シロオニタケそのものによると確実に断定された中毒例は、まだ知られておらず、シロオニタケからの毒成分の検出例もまだない。含まれる成分として、2-アミノ-3-シクロプロピルプロピオン酸を含むが、有毒成分については不明とされる。中毒症状については、胃腸系および神経系の中毒を起こすと言われている。
本種を食用として利用している事例は、日本では確認されていない。茹でこぼしたり、水にさらしておけば食用になると言われるが不明であり、安易に口にしないように注意が呼びかけられている。中毒事例としては、2024年10月に茨城県の家族5人が町内で採取したキノコをスープにして食べたところ、直後から腹痛や嘔吐、意識障害などの症状が出て病院に救急搬送された食中毒事故が発生し、その原因菌がシロオニタケによるものと新聞報道された。

## 類似種
外観が類似した種類が数多く、しばしば互いに混同されている。本種の類似種として、子実体が小型のコシロオニタケ（Amanita castanopsidis）がある。
シロオニタケモドキ（Amanita hongoi Bas）はつばがより堅くて厚く、脱落しにくいことや、胞子がシロオニタケのそれよりも僅かに大きいことで区別されている。ササクレシロオニタケ（Amanita cokeri f. roseotincta）は柄の基部が棍棒状（徳利状）に太くならず、つばより下には、ささくれ状の鱗片を生じ、子実体は成熟すると次第に淡赤褐色を帯びてくる。また猛毒のタマシロオニタケ (Amanita abrupta) は全体に小さく、柄の基部は棍棒状に太まらず、タマネギ状に丸く膨れることで異なっている。マツカサモドキ（Amanita strobiliformis）では、傘表面のイボが大形・角形で、先が尖らない。その他にも、数種の類似種が国内に分布しており、世界的にはさらに多数の種が存在している。

## 参考サイト
- きのこ図鑑 撮れたてドットコム
- シロオニタケ（テングタケ科、テングタケ属）大野正明